# Turgut Özal
Turgut Özal (Malatya, 13 oktober 1927 – Ankara, 17 april 1993) was een Turks econoom, politicus, minister-president en de 8e president van Turkije.
Özal was minister van Economische Zaken in de militaire regering-Evren, die sinds 1980 aan de macht was. Toen generaal Evren onder een nieuwe grondwet in 1983 verkiezingen uitschreef, liet hij slechts drie deelnemende partijen toe. Een daarvan was de door Özal opgerichte Moederlandpartij, die een absolute meerderheid behaalde.
De Moederlandpartij was nationalistisch, economisch liberaal en conservatief, maar niet radicaal. Özal streefde naar samenwerking met de Europese Unie en het Midden-Oosten. Hij sloot in 1984 akkoorden met Iran en Irak over het recht op achtervolging van de PKK over de landsgrenzen heen. Hij bleef het westers bondgenootschap NAVO trouw. Verder hield hij zich aan de regels van de parlementaire democratie, ook nadat hij generaal Evren was opgevolgd als staatshoofd.

## Overlijden
Özal overleed op 17 april 1993 in het presidentsambt aan een hartaanval. Sindsdien zijn er vele speculaties over zijn dood losgekomen. Nabestaanden beweren dat hij is vermoord door middel van vergiftiging. Er zou arseen zitten in de limonade die hij een dag voor zijn dood kreeg aangeboden. Het bloed dat was afgenomen voor onderzoek is zoekgeraakt en er heeft geen lijkschouwing plaatsgevonden. Bij de Turkse overheid werd in de jaren negentig meermalen aangedrongen op een onderzoek naar de doodsoorzaak. Pas in oktober 2012 kwam er weer enige beweging, toen het lichaam van Özal werd opgegraven voor forensisch onderzoek.
Dit bracht de aanwezigheid van vier verschillende giffen aan het licht. Om te beginnen vonden de artsen hoeveelheden van de insectenverdelger DDT die tien keer hoger waren dan normaal. Ook stuitten zij op sporen van het zware metaal cadmium, en van de radioactieve stoffen polonium en americium: producten die de president zouden hebben verzwakt. Het in voedsel of drank vermengde DDT zou dan het heengaan hebben versneld.
Mustafa Kemal Atatürk · İsmet İnönü · Celal Bayar · Cemal Gürsel · Cevdet Sunay · Fahri Korutürk · Kenan Evren · Turgut Özal · Süleyman Demirel · Ahmet Necdet Sezer · Abdullah Gül · Recep Tayyip Erdoğan
İsmet İnönü · Ali Fethi Okyar · Celal Bayar · Refik Saydam · Şükrü Saracoğlu · Recep Peker · Hasan Saka · Şemsettin Günaltay · Adnan Menderes · Cemal Gürsel · Suat Hayri Ürgüplü · Süleyman Demirel · Nihat Erim · Ferit Melen · Naim Talu · Bülent Ecevit · Sadi Irmak · Bülent Ulusu · Turgut Özal · Yıldırım Akbulut · Mesut Yılmaz · Tansu Çiller · Necmettin Erbakan · Abdullah Gül · Recep Tayyip Erdoğan · Ahmet Davutoğlu · Binali Yıldırım